# Petra Tschakert
Petra Tschakert ist eine österreichische Wissenschaftlerin im Bereich Geografie. Sie ist Professorin für ländliche Entwicklung an der University of Western Australia.

## Leben
Tschakert wuchs in Graz auf. Sie schloss 1991 ein Magisterstudium an der Universität Graz sowie 2003 ein Promotionsstudium an der University of Arizona ab. Zwischenzeitlich war sie als Postdoc an der McGill University tätig. Von 2005 bis 2015 war sie an der Pennsylvania State University tätig, bevor sie schließlich an die University of Western Australia wechselte.

## Wirken
Zu Tschakerts Forschungsschwerpunkten gehören die Wechselwirkungen zwischen Mensch und Umwelt, die Lebensgrundlage der Landbevölkerung, die Entwicklung ländlicher Räume, die Umweltgerechtigkeit und die Methoden der Mitbestimmung. Sie setzte sich in ihrer Arbeit intensiv mit den Folgen des Klimawandels auseinander.
Tschakert ist eine der Verfasserinnen des Fünften Sachstandsberichts des IPCC. Sie ist zudem eine der Verfasserinnen des Sonderbericht 1,5 °C globale Erwärmung des IPCC (2018).

## Veröffentlichungen (Auswahl)
- P. Tschakert: Views from the vulnerable: understanding climatic and other stressors in the Sahel. In: Global Environmental Change. Band 17, Band 3–4, 2007, S. 381–396.
- P. Tschakert und K. A. Dietrich: Anticipatory learning for climate change adaptation and resilience. In: Ecology and Society. Band 15, Nr. 2, 2010.
- P. Tschakert, R. Sagoe, G. Ofori-Darko und S. N. Codjoe: Floods in the Sahel: an analysis of anomalies, memory, and anticipatory learning. In: Climatic Change. Band 103, Nr. 3–4, 2010, S. 471–502.